# IC 4662
</tr 
IC 4662 је галаксија у сазвјежђу Паун која се налази на листи објеката дубоког неба у Индекс каталогу.
Деклинација објекта је - 64° 38' 31" а ректасцензија 17h 47m 8,5s. Привидна величина (магнитуда) објекта IC 4662 износи 11,1 а фотографска магнитуда 11,7. Налази се на удаљености од 3</tr милиона парсека од Сунца. IC 4662 је још познат и под ознакама ESO 102-14, IRAS 17422-6437, PK 328-17.1, PGC 60851.